# Cave Junction
Cave Junction è una città degli Stati Uniti d'America situata nell'Oregon, nella Contea di Josephine.